# Paridotea collingei
Paridotea collingei is een pissebed uit de familie Idoteidae. De wetenschappelijke naam van de soort is voor het eerst geldig gepubliceerd in 1993 door Gary C.B. Poore & Lew Ton.